# L-함수의 특별한 값
수학에서 L-함수의 특별한 값(Special values of L-functions)은 원주율 {\displaystyle \pi }에 대한 라이프니츠 (Leibniz) 수식처럼 L-함수의 수식이 일반화하는 데 사용되는 수 이론의 하위 필드이다.
따라서, 라이프니츠 (Leibniz) 수식은 L-함수의 기능을 일반화하여 얻게되는 특수한 값의 형태이다.
{\displaystyle {{\pi } \over {4}}={1 \over 1}\,-\,{{1} \over {3}}\,+\,{{1} \over {5}}\,-\,{{1} \over {7}}\,+\,{{1} \over {9}}\,-\,\cdots \;}
{\displaystyle {\pi }=4{\left({1 \over 1}\,-\,{{1} \over {3}}\,+\,{{1} \over {5}}\,-\,{{1} \over {7}}\,+\,{{1} \over {9}}\,-\,\cdots \;\right)}}
이처럼 다음과 같이 디리클레 베타 함수도 L-함수의 일반화를 통해 얻게 되는 일종의 특수한 값의 정보를 보여준다.
{\displaystyle G=\beta (2)=\sum _{n=0}^{\infty }{\frac {(-1)^{n}}{(2n+1)^{2}}}={\frac {1}{1^{2}}}-{\frac {1}{3^{2}}}+{\frac {1}{5^{2}}}-{\frac {1}{7^{2}}}+\cdots \!}
{\displaystyle G}: 카탈랑 상수

## 아페리 상수
리만 제타 함수의 디리클레 급수(디리클레 가산)표현
{\displaystyle \zeta (3)=\sum _{k=1}^{\infty }{\frac {1}{k^{3}}}=1+{\frac {1}{2^{3}}}+{\frac {1}{3^{3}}}+{\frac {1}{4^{3}}}+{\frac {1}{5^{3}}}+{\frac {1}{6^{3}}}+\cdots }
라마누잔의 아페리 상수
{\displaystyle \zeta (3)={\frac {7}{180}}\pi ^{3}-2\sum _{k=1}^{\infty }{\frac {1}{k^{3}(e^{2\pi k}-1)}}}

## 같이 보기
- L-함수
- 디리클레 에타 함수